# Омитара
Омитара — поселение, располагающееся в округе Штайнхаузен региона Омахеке в Намибии. Часто Омитара и соседняя деревня Очиверо указываются как одно место. Население составляют, по данным 2008 года, 1 200 человек. Омитара и Очиверо являются также соседними станциями железнодорожной линии TransNamib, соединяющей Виндхук и Гобабис.

## Безусловный основной доход
С 2008 по 2009 год в Омитаре и Очиверо с целью получения населением безусловного основного дохода проводилась экспериментальная социальная программа «Basic Income Grant». Каждому гражданину моложе 60 лет выплачивалось 100 намибийских долларов в месяц. Пенсионеры (старше 60 лет) получали 450N$ в месяц. Было произведено сравнение фотографий деревни Очиверо до и после Basic Income Grant.
После проведения эксперимента был сделан вывод о том, что вызванные низким уровнем жизни преступность, недостаточность и отсутствие питания у детей в школе, начали уменьшаться в процессе проведения Basic Income Grant. Рабочими и церковными организациями было создано «Сообщество за безусловный основной доход».
В декабре 2009 года был произведён подсчёт, по данным которого жителям выделялась сумма от 80N$ в месяц для поддержания нормального уровня жизни.